# Mecocerculus stictopterus
Tiraninho-de-bandas-brancas ou alegrinho-de-asa-listrada (Mecocerculus stictopterus) é uma espécie de ave da família Tyrannidae.
Pode ser encontrada nos seguintes países: Bolívia, Colômbia, Equador, Peru e Venezuela.
Os seus habitats naturais são: regiões subtropicais ou tropicais húmidas de alta altitude.